# V388 Большого Пса
V388 Большого Пса (лат. V388 Canis Majoris), HD 53857 — двойная затменная переменная звезда типа Алголя (EA) в созвездии Большого Пса на расстоянии (вычисленном из значения параллакса) приблизительно 3198 световых лет (около 980 парсеков) от Солнца. Видимая звёздная величина звезды — от +8,43m до +8,25m. Орбитальный период — около 2,9826 суток.

## Характеристики
Первый компонент — бело-голубая звезда спектрального класса B3V.